# Пандер, Христиан Иванович
Христиан Иванович Па́ндер (нем. Christian Heinrich Pander; 12 [23] июля 1794, Рига — 10 [22] сентября 1865, Санкт-Петербург) — балтийский немец, русский естествоиспытатель, палеонтолог и эмбриолог.

## Биография
Родился 12 (23) июля 1794 года в Риге. Происходил из немецкой купеческой семьи из Риги. Его отцом был богатый банкир Иоганн Мартин Пандер (1765–1842), дед – известный купец.
По окончании Рижской гимназии поступил в 1812 году на медицинский факультет Дерптского университета, где слушал лекции Карла Фридриха Бурдаха и подружился с Карлом Эрнстом фон Бэром. С 1814 года учился в Берлине и Гёттингене; в 1816—1817 годах учился в Вюрцбургском университете, где получил степень доктора медицины.
В 1820 году участвовал в русском посольстве А. Ф. Негри в Бухарское ханство. После возвращения 20 октября 1821 года стал адъюнктом Петербургской Академии наук. В 1823 году, по отклонении профессуры в Казанском университете, был избран экстраординарным, а 15 февраля 1826 года — ординарным академиком Петербургской Академии наук по зоологии. Заведовал Зоологическим кабинетом академии наук.
В 1827 году по неизвестным причинам оставил свою должность в академии и переехал в имение отца Царникау под Ригой. Поступил чиновником особых поручений по учёной части при Горном департаменте и оставался в этой должности до своей смерти в 1865 году. Его служебные обязанности заключались в обработке поступивших в департамент палеонтологических коллекций, которые вместе с коллекциями, собранными лично, доставили ему материал для весьма ценных до настоящего времени[какого?] палеонтологических монографий, среди которых особенно выдаются его исследования остатков палеозойских рыб.
Собирал в том числе окаменелости с берегов рек Тосны и Саблинки (Тосненский район).
Работы Пандера и его современника Эйхвальда положили начало палеонтологическому изучению России, почему[почему?] оба названных ученых справедливо считаются отцами русской палеонтологии.
Известен исследованиями над эмбриональным развитием цыплёнка, которыми значительно пополнил теории, установленные Бэром («Beitrage zur Entwicklungsgeschichte des Huhnchens im Ei», Вюрцбург, 1817).
Скончался 10 (22) сентября 1865 года в Санкт-Петербурге в чине статского советника.

## Награды и премии
В 1856 году Императорское Русское географическое общество его работы по палеонтологии России отметило присуждением Константиновской медали
В 1857 году он получил Демидовскую премию.

## Память
В честь Х. И. Пандера были названы семь таксонов ископаемых организмов:
- Panderia (Volbort, 1863) — род брюхоногих моллюсков, ордовик Прибалтики
- Panderichthys (Gross, 1941) —  вид рыб, близких к четвероногим (тетраподоморфы), девон стран Балтики и северо-запада европейской части России.
- Laccognathus (Gross, 1941) — вид лопастеперых рыб из девонских отложений Латвии.
- Pachyteuthis (Pachyteuthis) panderiana (d′Orbigny, 1845) —вид головоногих моллюсков, верхняя юра европейской части России
- Hemifragma panderi (Dybowsky, 1877) — вид мшанок, ордовик Урала
- Obolus panderi Mickwitz, 1896 — вид беззамковых брахиопод, нижний ордовик Прибалтики
- Camarotoechia panderi (Semenov&Moeller, 1864) — вид замковых брахиопод, верхний девон европейской части России
- Gyroplacosteus panderi (Obruchew, 1933) — вид рыб, девон северо-запада европейской части России.